# Arnebia euchroma
Arnebia euchroma là loài thực vật có hoa trong họ Mồ hôi. Loài này được (Royle) I.M.Johnst. mô tả khoa học đầu tiên năm 1924.